# Клемятіно (Дроздовське сільське поселення)
Клемятіно (рос. Клемятино) — присілок Сафоновського району Смоленської області Росії. Входить до складу Дроздовського сільського поселення.
Населення — 14 осіб (2007 рік). 